# Řád Vitolda Velikého
Řád Vitolda Velikého (litevsky: Vytauto Didžiojo ordinas) je nejvyšší litevské státní vyznamenání, které je dekretem prezidenta Litevské republiky udělováno občanům Litvy a jiných států za mimořádné zásluhy o litevský stát, čest litevského národa a blaho lidstva. Nese jméno po vládci středověké Litvy Vitoldu Velikém. Jeho nejvyšším stupněm je velkokříž.

## Historické momenty
Řád Vitolda Velikého byl založen v roce 1930, u příležitosti pětisetletého výročí úmrtí Vitolda Velikého. Autorem předválečné varianty řádu byl litevský výtvarník Jonas Burba.

## Hodnosti řádu
Řád Vitolda Velikého je se zlatým řetězem nebo bez něj. Řád bez zlatého řetězu má pět hodností. Vedle toho jsou udělovány také medaile tohoto řádu.
- Velkokříž Řádu Vitolda Velikého (1., nejvyšší hodnost) (lit. Vytauto Didžiojo ordino Didysis kryžius)
- Komandér velkoříže Řádu Vitolda Velikého (2. hodnost) (lit. Vytauto Didžiojo ordino Komandoro didysis kryžius)
- Komandér kříže Řádu Vitolda Velikého (3. hodnost) (lit. Vytauto Didžiojo ordino Komandoro kryžius)
- Důstojník kříže Řádu Vitolda Velikého (4. hodnost) (lit. Vytauto Didžiojo ordino Karininko kryžius)
- Rytíř kříže Řádu Vitolda Velikého (5. hodnost) (lit. Vytauto Didžiojo ordino Riterio kryžius)
- Medaile Řádu Vitolda Velikého (lit. Vytauto Didžiojo ordino medalis)
  - (lit. Vytauto Didžiojo ordino 1-ojo laipsnio medalis)
  - (lit. Vytauto Didžiojo ordino 2-ojo laipsnio medalis)
  - (lit. Vytauto Didžiojo ordino 3-iojo laipsnio medalis)

## Nositelé velkokříže

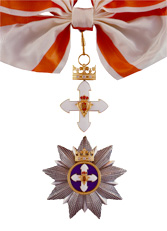
Velkokříž Řádu Vitolda Velikého

| laureát                       | stát          | udělení      | č. dekretu |
| Marti Ahtisaari               | Finsko        | 15. 1. 1996  | 811        |
| Stefanos Avgouleas            | Řecko         | 1. 7. 1999   | 507        |
| Audrys Juozas kardinál Bačkis | Litva         | 3. 2. 2003   | 2042       |
| Princ Andrew Bertie           | Maltézský řád | 17. 5. 1999  | 441        |
| Algirdas Brazauskas           | Litva         | 26. 2. 1998  | 2          |
| George Walker Bush            | USA           | 20. 11. 2002 | 1978       |
| Rafael Caldera                | Venezuela     | 7. 3. 1996   | 870        |
| Jacques Chirac                | Francie       | 4. 7. 1997   | 1347       |
| Vicente Fox Quesada           | Mexiko        | 14. 1. 2002  | 1641       |
| Árpád Göncz                   | Maďarsko      | 19. 5. 1999  | 452        |
| Olafur Ragnar Grimsson        | Island        | 10. 6. 1998  | 90         |
| Tarja Halonen                 | Finsko        | 5. 3. 2002   | 1692       |
| Václav Havel                  | Česko         | 17. 9. 1999  | 578        |
| Princ Henrik                  | Dánsko        | 4. 10. 1996  | 1066       |
| Ion Iliescu                   | Rumunsko      | 23. 11. 2001 | 1581       |
| Česlovas Juršėnas             | Litva         | 30. 3. 2004  | 415        |
| Islom Karimov                 | Uzbekistán    | 24. 9. 2002  | 1911       |
| Král Karel XVI. Gustav        | Švédsko       | 21. 11. 1995 | 770        |
| Robert Kočarjan               | Arménie       | 24. 6. 2002  | 1818       |
| Leonid Kučma                  | Ukrajina      | 20. 9. 1996  | 1047       |
| Aleksander Kwaśniewski        | Polsko        | 4. 3. 1996   | 860        |
| Vytautas Landsbergis          | Litva         | 9. 3. 1998   | 8          |
| Justinas Marcinkevičius       | Litva         | 3. 2. 2003   | 2042       |
| Královna Markéta II.          | Dánsko        | 4. 10. 1996  | 1066       |
| Carlos Saúl Menem             | Argentina     | 7. 3. 1996   | 868        |
| Lennart Meri                  | Estonsko      | 19. 8. 1997  | 1374       |
| Nursultan Nazarbajev          | Kazachstán    | 5. 5. 2000   | 864        |
| Královna Paola                | Belgie        | 20. 3. 2006  | -          |
| Královna Sonja av Norge       | Norsko        | 3. 9. 1998   | 163        |
| Král Harald V.                | Norsko        | 3. 9. 1998   | 163        |
| Ingrid Rüütel                 | Estonsko      | 30. 9. 2004  | 77         |
| Jorge Sampaio                 | Portugalsko   | 13. 5. 2003  | 80         |
| Julio Maria Sanguinetti       | Uruguay       | 7. 3. 1996   | 869        |
| Oscar Luigi Scalfaro          | Itálie        | 19. 5. 1997  | 1297       |
| Královna Sylvia               | Švédsko       | 21. 11. 1995 | 770        |
| Vincentas Sladkevičius        | Litva         | 21. 8. 1998  | 151        |
| Konstantinos Stefanopulos     | Řecko         | 21. 2. 1997  | 1216       |
| Guntis Ulmanis                | Lotyšsko      | 2. 5. 1996   | 926        |
| Vaira Vīķe-Freiberga          | Lotyšsko      | 13. 3. 2001  | 1240       |